# NGC 3640
NGC 3640 est une galaxie elliptique située dans la constellation du Lion. NGC 3640 a été découverte par l'astronome germano-britannique William Herschel en 1784.

## Caractéristiques

### Distance
Sa vitesse par rapport au fond diffus cosmologique est de 1 663 ± 26 km/s, ce qui correspond à une distance de Hubble de 24,5 ± 1,8 Mpc (∼79,9 millions d'al).
À ce jour, 19 mesures non basées sur le décalage vers le rouge (redshift) donnent une distance de 22,889 ± 7,865 Mpc (∼74,7 millions d'al), ce qui est à l'intérieur des valeurs de la distance de Hubble.

## Fusion galactique
Les étoiles de NGC 3640 montre des signes d'une perturbation gravitationnelle et elle présente des structures en forme de coquilles inégales. Ces caractéristiques indiquent une fusion récente avec une petite galaxie pauvre en gaz. On peut observer une voie de poussière de 30 secondes d'arc le long du petit axe dans une direction nord-sud. La vitesse de rotation de NGC 3640 est élevée et supérieure à celle d'autres galaxies elliptiques de luminosité similaire. La masse d'hydrogène neutre (région HI) de NGC 3640 est environ de 1,85 x 107 {\displaystyle M_{\odot }} et sa masse d'hydrogène ionisé (région HII) est inférieure à 7,44 x 107 {\displaystyle M_{\odot }}.

## Trou noir supermassif
Le centre de la galaxie renferme un trou noir supermassif dont la masse est estimée à 107,99±0,39 {\displaystyle M_{\odot }}, soit un intervalle allant de 41 à 240 millions de masses solaires.

## Groupe de NGC 3640
Selon un article de A.M. Garcia paru en 1993, NGC 3640 est la galaxie la plus brillante d'un groupe de galaxies qui porte son nom. Selon Garcia, ce groupe comprend six autres galaxies : NGC 3611, NGC 3645 (NGC 3630 dans l'article), NGC 3641, NGC 3664, NGC 3664A (PGC 35042) et UGC 6345. Abraham Mahtessian mentionne aussi l'existence de ce groupe, mais la galaxie NGC 3664A ne figure pas dans sa liste. De plus, la galaxie UGC 6345 est notée 1117+0248, notation abrégée pour CGCG 1117.6+0248.
Selon Vaucouleurs et Corwin, NGC 3643 fait partie du même groupe de galaxies que NGC 3645. NGC 3643 est d'ailleurs dans la même région du ciel que NGC 3645 et la distance qui nous en sépare 31,1 ± 2,3 Mpc (∼101 millions d'al) est semblable à celle de NGC 3645. Il est donc raisonnable de supposer que NGC 3643 fasse aussi partie du groupe de NGC 3640.